# Gregor Reisch
Gregor Reisch (n. Balingen, Württemberg, cerca de 1467 - m. Freiburg, Baden, 9 de maio de 1525) foi um escritor humanista alemão cartuxo . Ele é mais conhecido por sua compilação Margarita philosophica.
Reisch tinha uma reputação de adaptabilidade e foi considerado como um "oráculo". Foi um dos mais notáveis intelectuais do início da nova era que procuraram preparar trabalhos enciclopédicos do conhecimento.

## Vida
Em 1487 inicou os estudos na Universidade de Freiburg, estado de Baden e recebeu o grau de "magister" em 1489. Entrou então na Ordem dos Cartuxos. Durante os anos 1500-1502 foi prior em Klein-Basileia; de 1503 até pouco antes da sua morte foi prior na Charterhouse Freiburg. 
Também foi o visitante na província de Renânia da sua ordem. Enquanto visitante fez um trabalho intenso para combater o luteranismo. 
Foi amigo dos humanistas mais célebres da época, como Erasmus, Jakob Wimpfeling (1450-1528), Beatus Rhenanus (1485-1547), Udalricus Zasius (1461-1536), e o célebre pregador Johann Geiler von Kaysersberg. Johann Eck (1494-1554) foi seu discípulo.

## Obra

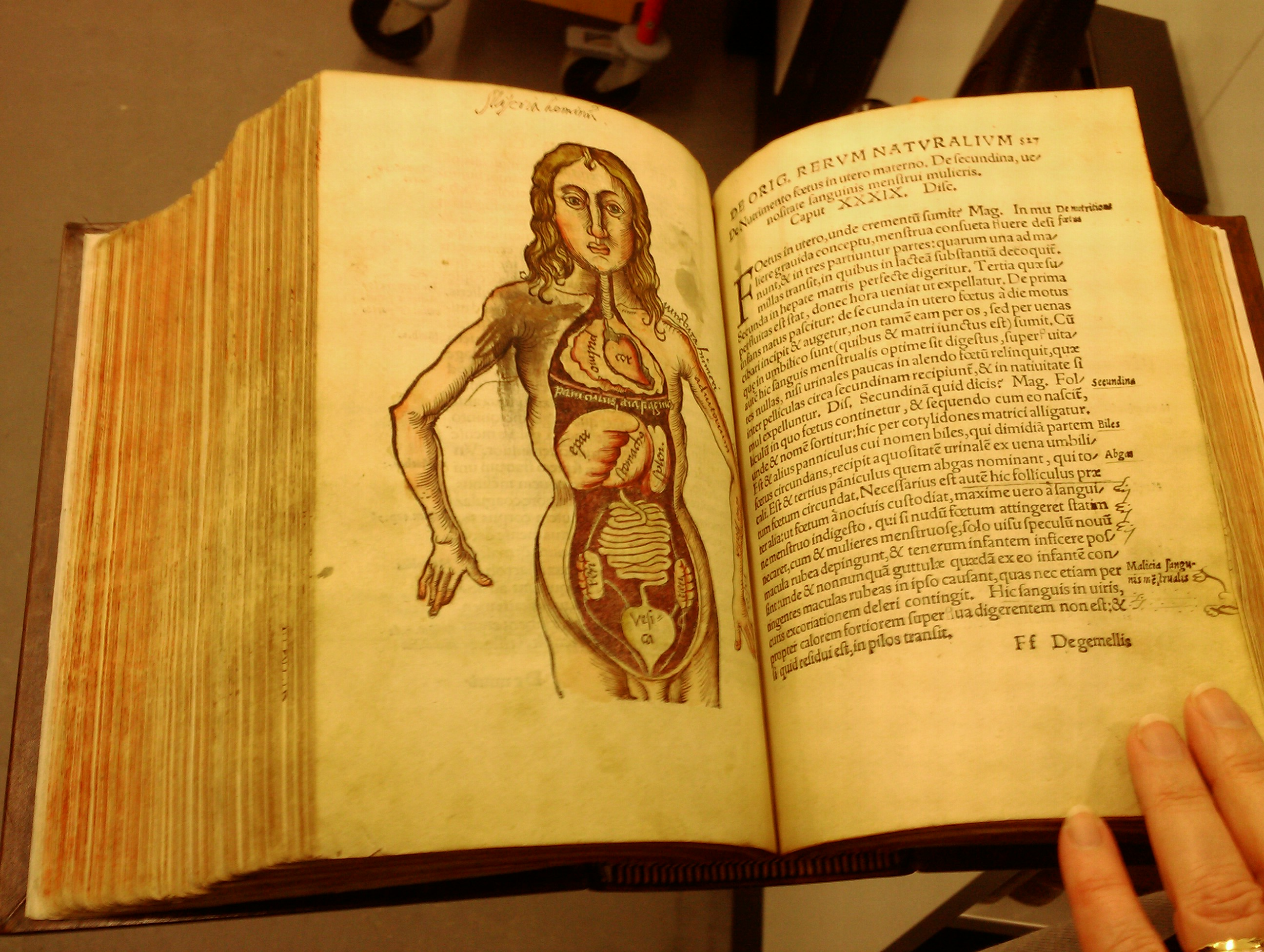
Anatomia em Margarita Philosphica - 1565

O seu principal trabalho é a Margarita philosophica, que apareceu pela primeira vez em Freiburg em 1503. É uma enciclopédia do conhecimento com doze livros destinada a servir de livro de texto para jovens estudantes e discursa sobre gramática latina, dialética, retórica, aritmética, música, geometria, astronomia, física, história natural, fisiologia, psicologia e ética. A utilidade do trabalho foi aumentada por numerosas xilogravuras e um índice completo. 
A forma é catequética: o aprendiz questiona e o professor responde. O livro foi muito popular por sua brevidade relativa e sua forma. Foi durante muito tempo um livro habitual nas escolas superiores. Alexander von Humboldt disse dele que tinha "durante meio século auxiliado de forma notável a disseminação do conhecimento".
Em 1510 Reisch também publicou os estatutos e privilégios da Ordem dos Cartuxos, e auxiliado Erasmus de Roterdão na sua edição de Jerónimo.